# Тендаи Мтаварира
Тендаи Мтаварира (енгл. Tendai Mtawarira; 1. август 1985) професионални је рагбиста и јужноафрички репрезентативац, који тренутно игра за рагби јунион тим Шаркс. Висок 185 цм, тежак 116 кг, Мтаварира је за "спрингбоксе" до сада одиграо 72 тест меча и постигао 2 есеја.